# Великая пятница
Вели́кая пя́тница (Страстна́я пя́тница, греч. Μεγάλη Παρασκευή, церк.-слав. Вели́кїй пѧто́къ, лат. Dies Passionis Domini) — пятница Страстной недели, которая посвящена воспоминанию осуждения на смерть, крестных страданий и смерти Иисуса Христа, а также снятию с креста Его тела и погребения.

## Православие
Богослужение Великой пятницы посвящено воспоминанию спасительных для христиан страстей и крестной смерти Иисуса Христа. В течение дня евангельское повествование об этих событиях прочитывается трижды:
- На утрене читаются последовательно 12 евангельских отрывков (Двенадцать Евангелий), в хронологическом порядке рассказывающих о событиях пятницы,
- На Великих часах отдельно читаются повествования от каждого из четырёх евангелистов,
- На великой вечерне о событиях пятницы рассказывается в одном продолжительном составном Евангелии.

Литургия в этот день не совершается, чем подчёркивается исключительность и этого дня, и жертвы Христа на Голгофе. Исключение составляют случаи совпадения Благовещения и Страстной пятницы — в этом случае положено служить литургию Иоанна Златоуста. На вечерне выносится плащаница и поётся особый канон «О распятии Господа». По уставу верующие в течение Великой пятницы воздерживаются от принятия пищи. Богослужение Великой пятницы, хоть и проникнуто скорбью по смерти Спасителя, но уже готовит верующих к предстоящей Пасхе:
Днесь содержи́т гроб Содержа́щаго дла́нию тварь, / покрыва́ет ка́мень Покры́вшаго доброде́телию небеса́, / спит Живо́т и ад трепе́щет, / и Ада́м от уз разреша́ется. / Сла́ва Твоему́ смотре́нию, / И́мже соверши́в все упокое́ние ве́чное, / дарова́л еси́ нам, Бо́же, / всесвято́е из ме́ртвых Твое́ Воскресе́ние.

### Утреня (Двенадцать Евангелий)

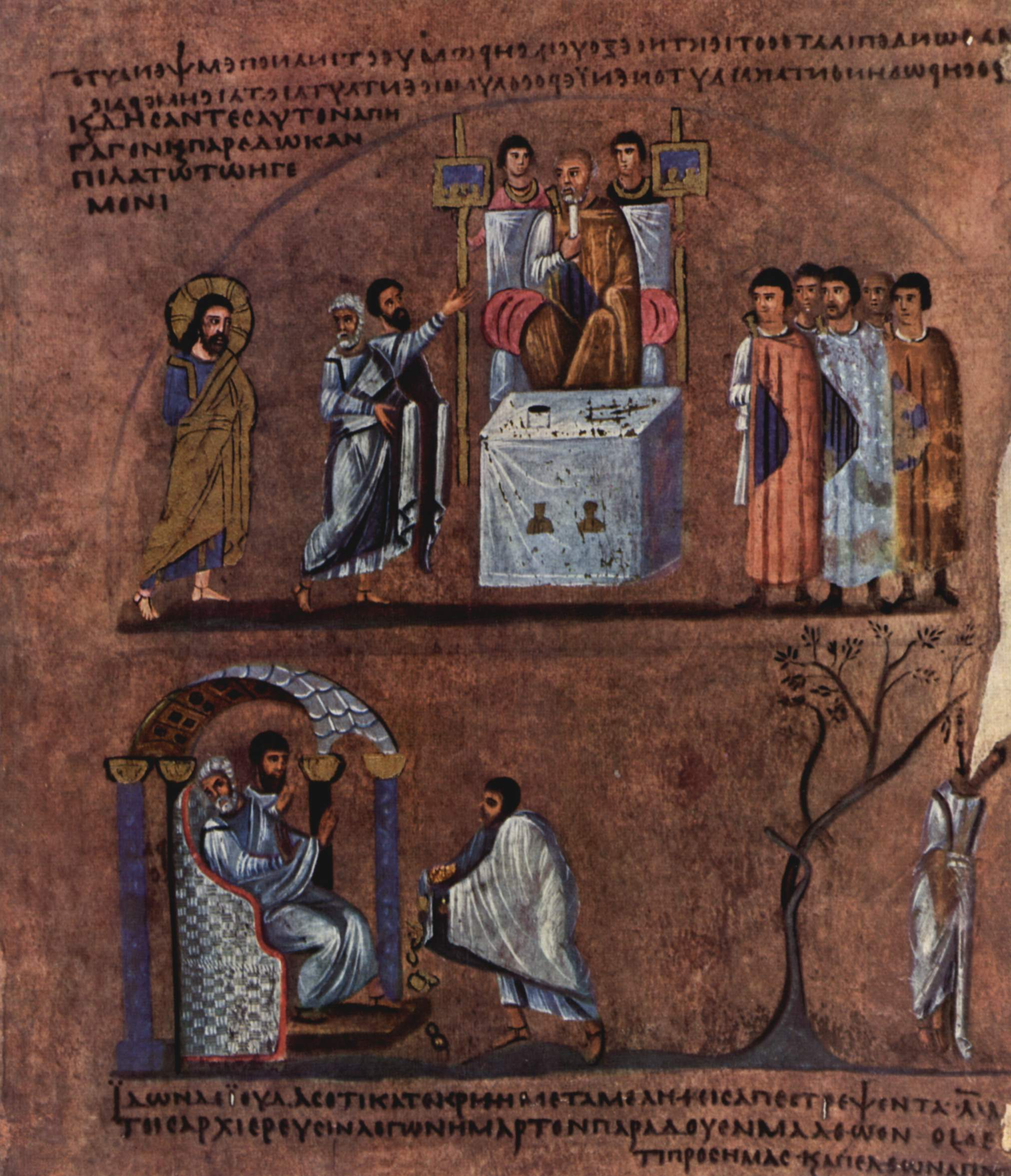
Христос пред Пилатом (наверху); Иуда возвращает 30 сребренников (внизу) — миниатюра из Россанского Евангелия

Согласно письменным памятникам IV века («Паломничество Эгерии» и «Огласительные слова Кирилла Иерусалимского»), богослужение в Иерусалиме совершалось в течение всей ночи с четверга на пятницу. Процессия верующих во главе с епископом последовательно обходила все места, связанные с арестом, судом, крестной смертью и погребением Христа, и на каждом из этих мест читался соответствующий отрывок из Евангелий. Это богослужение оказало влияние на формирование современного последования утрени. Крестный путь Иисуса Христа (лат. Via Dolorosa, букв. «Путь Скорби») с молитвенными остановками, теперь отражается только каждением храма перед каждым из 12-ти чтений Евангелия.
В соответствии с Типиконом утреня должна начинаться во втором часу ночи (то есть около 20:00) и продолжаться всю ночь. В современной приходской практике утреня Великой пятницы повсеместно совершается вечером в четверг. В Типиконе утреня Великой пятницы называется «Последование святых и спасительных страстей Господа нашего Иисуса Христа», в народной традиции это богослужение именуется «Двенадцатью Евангелиями» (по количеству евангельских чтений). Утреня начинается с чтения 19-го и 20-го псалмов, затем шестопсалмия. По шестопсалмии и пении Аллилуиа вместо Троичных тропарей троекратно поётся тропарь «Егда славные ученицы» (см. Великий четверг). Последующий чин повседневной утрени дополнен двенадцатью отрывками из всех четырёх Евангелий, подробно повествующих о последних часах земной жизни Спасителя, начиная с его прощальной беседы с учениками после Тайной вечери и кончая его погребением во гробе Иосифа Аримафейского. По Типикону Евангелие должно читаться в алтаре, но по русской традиции оно совершается на середине храма. Священнослужители и народ стоят в это время с зажжёнными свечами, изображая тем самым, что слава и величие не покидали Спасителя и во время крестных страданий, а также уподобляясь мудрым девам, вышедшим со светильниками навстречу жениху. После утрени, по благочестивому обычаю, верующие, не гася, приносят эти свечи домой. Чтению, совершаемому перед крестом, предшествует полное каждение храма (малым каждением предваряется каждое чтение, кроме двенадцатого — перед ним вновь совершается полное каждение).
Порядок чтения Двенадцати Евангелий таков:
1. Ин. 13:31-18:1 — прощальная беседа Иисуса с учениками (13—16-я главы) и первосвященническая молитва (17-я глава),
2. Ин. 18:1-28 — арест Иисуса в Гефсиманском саду, суд первосвященника Анны, троекратное отречение Петра (в изложении Иоанна Богослова),
3. Мф. 26:57-75 — суд первосвященника Каиафы, троекратное отречение Петра (в изложении Матфея),
4. Ин. 18:28-19:16 — тайная беседа Иисуса с Пилатом, суд Пилата (в изложении Иоанна Богослова),
5. Мф. 27:3-32 — самоубийство Иуды, суд Пилата (в изложении Матфея), Иисус в претории, крестный путь Иисуса (в изложении Матфея),
6. Мк. 15:16-32 — Иисус в претории, крестный путь Иисуса (в изложении Марка), распятие Иисуса, насмешки над Ним,
7. Мф. 27:33-54 — распятие Иисуса, насмешки над Ним, крестная смерть и сопровождающие её знамения,
8. Лк. 23:32-49 — молитва распинаемого Иисуса, исповедание благоразумного разбойника,
9. Ин. 19:25-37 — Богородица и Иоанн Богослов у креста, крестная смерть, прободение копьём,
10. Мк. 15:43-47 — Иосиф Аримафейский у Пилата, погребение Христа (в изложении Марка),
11. Ин. 19:38-42 — погребение Христа (в изложении Иоанна Богослова),
12. Мф. 27:62-66 — стража у гроба.

В промежутках между Евангелиями поются стихиры и антифоны, напоминающие о неблагодарности и сребролюбии Иуды и еврейского народа, осудившего Иисуса Христа на смерть.
Чу́вствия на́ша чи́ста Христо́ви предста́вим, и я́ко дру́зи Его́, ду́шы на́ша пожре́м Его́ ра́ди, и не попече́ньми жите́йскими соугнета́емся я́ко Иу́да, но в кле́тех на́ших возопии́м: О́тче наш, И́же на Небесе́х, от лука́ваго изба́ви нас.
Го́споди, на страсть во́льную прише́д, вопия́л еси́ ученико́м Тво́им: а́ще и еди́наго часа́ не возмого́сте бде́ти со Мно́ю, ка́ко обеща́стеся умре́ти Мене́ ра́ди? Поне́ Иуду зри́те, ка́ко не спит, но тщи́тся преда́ти Мя беззако́нным. Воста́ните, моли́теся, да не кто Мене́ отве́ржется, зря Мене́ на Кресте́. Долготерпели́ве, сла́ва Тебе́.

Законополо́жницы Изра́илевы, иуде́е и фарисе́е, лик апо́стольский вопие́т к вам: се Храм, Его́же вы разори́сте: се А́гнец, Его́же вы распя́сте, и гро́бу преда́сте, но вла́стию Свое́ю воскре́се. Не льсти́теся, иуде́е: Той бо есть, И́же в мо́ри спа́сый, и в пусты́ни пита́вый: Той есть Живо́т, и Свет, и Мир ми́рови.
Представим Христу наши чистые чувства, и ради Него предадим, как друзья, наши души. Не будем угнетены житейским попеченьями, подобно Иуде, но в наших кельях возопиим: Отче наш, сущий на небесах, избави нас от лукавого.
Господи, идя на добровольные страдания, говорил Твоим ученикам: если и один час не можете бодрствовать со Мной, как же обещаете умереть за Меня. Посмотрите на Иуду: он не спит, желая предать меня беззаконным. Восстаньте, молитесь, чтобы не отречься от Меня, висящего на кресте. Долготерпеливый, слава Тебе.
Законоучители Израильские, иудеи и фарисеи, апостолы вопиют к вам: вот Храм, который вы разорили; вот Агнец, которого Вы распяли и предали гробу; но Своей властью Он воскрес. Не обманывайтесь, иудеи: Он есть Тот, кто спас (вас) в море и питал в пустыне; Он - жизнь, свет и мир мира
В особом каноне, называемом «трипеснцем Космы Маиумского», читаемом после восьмого Евангелия Страстей, изображается величие страданий Спасителя и вся тщетность замысла евреев задержать в земле Сына Божья. Гимнография службы «Двенадцати Евангелий» является одним из главных достижений византийской поэзии и, помимо обычных форм (тропари, кондаки, икосы, стихиры), включает в себя 15 антифонов (единственный случай в году) и «Блаженны» утрени (кроме Великой пятницы имеются только в «Мариином стоянии»). Современный цикл антифонов сложился в X — XII веках, хотя многие антифоны содержат прямые заимствования и параллели из книги «О Пасхе» священномученика Мелитона Сардского (III век).
В богослужебных песнопениях вспоминаются также Страсти Христовы, например Прокимен, поющийся после чтения 6-го Евангелия:
Раздели́ша ри́зы Моя́ себе́, и о оде́жди Мое́й мета́ша жре́бий.
Светилен, поющийся после 9-й песни «трипеснца»:
Разбо́йника благоразу́мнаго, во еди́ном часе́ Ра́еви сподо́бил еси́, Го́споди, и мене́ дре́вом Кре́стным просвети́, и спаси́ мя.

### Царские Часы
Утром в Великую Пятницу литургия не полагается. Согласно Типикону, около второго часа дня (то есть в 08:00 по современному исчислению) совершается особенное последование Царских (Великих) Часов (подобное богослужение, помимо Великой пятницы, бывает только в навечерия (сочельники) Рождества Христова и Богоявления) — соединённых Первого, третьего, шестого и девятого часов. Главным отличием Великих часов от обычных является чтение на каждом часе паремии, Апостола и Евангелия. Наименование часов царскими — исключительно русское и связано с тем, что московские цари обязательно участвовали в этом богослужении.
Перед началом богослужения священник, облачившись в чёрные епитрахиль, поручи и фелонь, в предшествии свещеносца и диакона со свечой и кадилом выносит Евангелие на середину храма, где кладёт его на аналое и начальный возглас произносит уже на середине храма. При окончании девятого часа Евангелие уносится в алтарь, Царские врата закрываются.
Псалмы, читаемые на часах Великой пятницы, не всегда совпадают с рядовыми, но подобраны сообразно с вспоминаемыми событиями. Так на первом часе, вместе с «рядовым» 5 псалмом читаются псалмы 2 (в нём предсказывается слава Сына Божьего) и 21 (одно из самых ярких пророчеств о страстях Христовых); на третьем — кроме обычного 50-го читаются псалмы 34 (скорбь праведника, окружённого недоброжелателями и врагами) и 108 (содержит пророчество о судьбе Иуды); на шестом — к обычным 53-му и 90-му добавлен псалом 139 (молитва Давида об избавлении от врагов); на девятом — вместе с неизменным 85-м читаются псалмы 68 и 69 (молитвы от избавлении от скорбей и врагов).
Ветхозаветные паремии, читающиеся на часах, содержат пророчества о страстях Христовых:
- 1 час: Зах. 11:10-13 — пророчество о 30 сребренниках;
- 3 час: Ис. 50:4-11 — изображает страдания Сына Божьего («Я предал хребет Мой биющим и ланиты Мои поражающим; лица Моего не закрывал от поруганий и оплевания»)
- 6 час: Ис. 52:13-54:1 — ещё одно (наряду с 21 псалмом) подробное описание страданий и уничижения Спасителя («Как многие изумлялись, смотря на Тебя,- столько был обезображен паче всякого человека лик Его, и вид Его — паче сынов человеческих!..Он был презрен и умален пред людьми, муж скорбей и изведавший болезни…Он взял на Себя наши немощи и понес наши болезни…Он изъязвлен был за грехи наши и мучим за беззакония наши…Он истязуем был, но страдал добровольно и не открывал уст Своих; как овца, веден был Он на заклание, и как агнец пред стригущим его безгласен, так Он не отверзал уст Своих…Он отторгнут от земли живых; за преступления народа Моего претерпел казнь. Ему назначали гроб со злодеями, но Он погребен у богатого…Чрез познание Его Он, Праведник, Раб Мой, оправдает многих и грехи их на Себе понесет»).
- 9 час: (Иер. 11:18-23 и Иер. 12:1-15) — жалоба Иеремии на своих сограждан, пожелавших убить пророка («Я, как кроткий агнец, ведомый на заклание, и не знал, что они составляют замыслы против меня»), и Божие увещание о долготерпении и милосердии.

Апостольские чтения часов (Гал. 6:14-18, Рим. 5:6-10, Евр. 2:11-18, Евр. 10:19-31 на первом, третьем, шестом и девятом часах соответственно) раскрывают значение крестной смерти Христа для спасения человечества.
Повествования о страстях Христовых читаются на часах не в хронологическом порядке, как на утрене и вечерне, а так, как они изложены по отдельности в каждом из четырёх Евангелий. Порядок евангельских чтений таков:
- 1 час: Мф. 27:1-56
- 3 час: Мк. 15:16-41
- 6 час: Лк. 23:32-49
- 9 час: Ин. 18:28-40 и Ин. 19:1-37.

Таким образом, все вместе четыре евангельских чтения полностью охватывают события Великой пятницы (кроме прощальной беседы Иисуса с учениками и первосвященнической молитвы).
Гимнография Великих часов не столь объёмна, как на «12 Евангелиях», но содержит 12 тропарей, восходящих к древней иерусалимской традиции. Типикон приписывает эти тропари Кириллу Александрийскому (V век), сирийские рукописи атрибутируют их Кириллу Иерусалимскому, то есть на столетие раньше (IV век). При сравнении этих тропарей с тропарями часов навечерия Рождества и Богоявления, написанных Софронием Иерусалимским, обнаруживается их значительное сходство, что позволяет предполагать их автором Софрония (VII век). Таким образом, при любой из версий 12 тропарей часов относятся к эпохе Вселенских соборов.

### Великая вечерня («Вынос Плащаницы»)

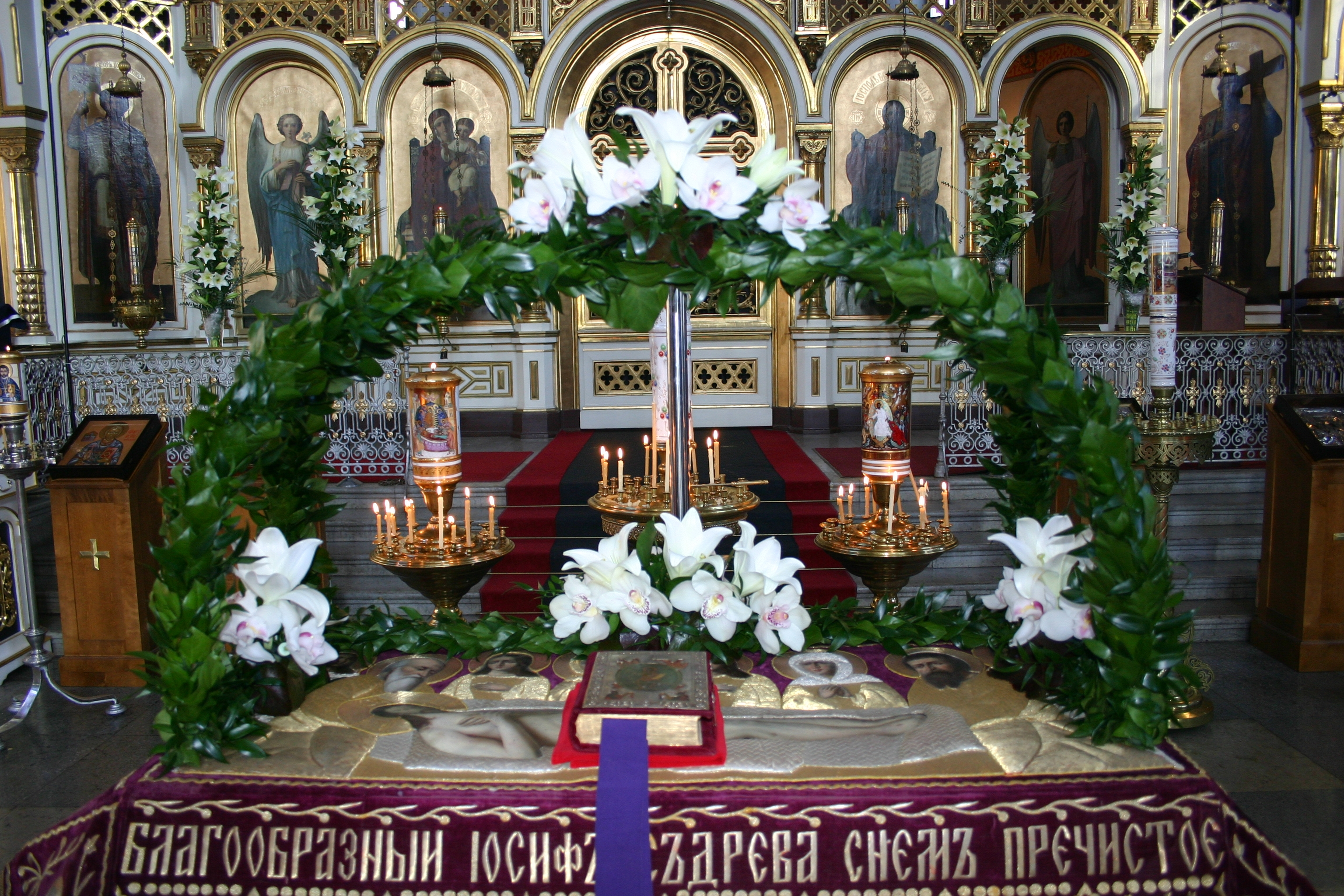
Плащаница, положенная на «гробнице»

Согласно Типикону, Великая вечерня, завершающая цикл богослужений Великой пятницы, приурочена к девятому часу дня (то есть около 15:00) — часу смерти Спасителя. После предначинательного 103-го псалма и Великой ектении поются стихиры на «Господи, воззвах». Основной их темой является ужас, противоестественность ситуации, когда Сын Божий принимает страдания и смерть от своего же избранного народа:
Стра́шное и пресла́вное та́инство днесь де́йствуемо зри́тся: / неосяза́емый удержава́ется, / вя́жется, разреша́яй Ада́ма от кля́твы, / испыту́яй сердца́ и утро́бы, непра́ведно испыту́ется, / в темни́це затворя́ется, И́же бе́здну затвори́вый, / Пила́ту предстои́т, Ему́же тре́петом предстоя́т небе́сныя си́лы, / зауша́ется руко́ю созда́ния Созда́тель, / на дре́во осужда́ется, судя́й живы́м и ме́ртвым, / во гро́бе заключа́ется Разори́тель а́да. / И́же вся терпя́й милосе́рдно / и всех спасы́й от кля́твы, // Незло́биве Го́споди, сла́ва Тебе́.
После вечернего входа с Евангелием и «Свете тихий» читаются три паремии:
- Исх. 33:11-23 — Господь говорит с Моисеем «как с другом своим», обещая ему пойти со Своим народом и ввести их в покой; Моисею, просящему увидеть славу Божию, говорится: «Лица Моего не можно тебе увидеть… Ты увидишь Меня сзади, а лице Мое не будет видимо». Паремия напоминает христианам, что лицезрение Бога, невозможное в ветхозаветные времена даже для Моисея, стало возможным благодаря снисхождению Сына Божия. Парадоксальным образом, тот самый лик Божий, которого так желал видеть Моисей, был оплёван и избит иудеями — носителями и хранителями Моисеева закона.
- Иов. 42:12-17 — благоденствие Иова после окончания его испытаний. Приведённое в постной Триоди завершение Книги Иова содержит текст, отсутствующий в Септуагинте, но имеющийся только в славянской Библии (в Синодальном переводе приводится в сноске): «Писано же есть паки, востати ему, с нимиже Господь возставит и: тако толкуется от сирския книги. В земли убо живый Авситидийстей, на пределех Идумеи и Аравии: прежде же бяше имя ему Иоав. Взем же жену аравляныню, роди сына, емуже имя Еннон. Бе же той отца убо Зарефа, Исавовых сынов сын, матере же Восорры, якоже быти ему пятому от Авраама»[12].
- Ис. 52:13-54:1 — пророчество Исайи о страстях Христовых (см. Царские часы).

После паремий читается отрывок 1Кор. 1:18-31 и 1Кор. 1:1-2, в котором апостол Павел напоминает верным о премудрости и силе Божией, явленных миру через крестную смерть Спасителя. Затем (уже в третий раз в течение Великой пятницы) совершается чтение Евангелия о страстях Христовых. На вечерне это чтение, в основном, построено на Евангелии от Матфея, но с включением важных отрывков из Луки и Иоанна Богослова, то есть является составным: Мф. 27:1-38, Лк. 23:39-43 (исповедание благоразумного разбойника), Мф. 27:39-54, Ин. 19:31-37 (прободение копьём), Мф. 27:55-61. Таким образом, евангельское чтение Великой вечерни полностью охватывает все события пятницы (кроме прощальной беседы с учениками и первосвященнической молитвы).
Стихиры на стиховне, прославляющие снисхождение Христа, поются на стихи 92-го псалма, а эти же стихи являются бессменными стихами воскресного прокимна вечерни («Господь воцарися, в лепоту облечеся. Ибо утверди вселенную, еже не подвижется. Дому Твоему подобает святыня, Господи, в долготу дний»). Таким образом, события Великой пятницы напрямую связываются с грядущим Воскресением и указывают на него. На последней стихире (на «слава и ныне») открываются Царские врата, и предстоятель совершает каждение алтаря, на котором возложена плащаница — плат с изображением Христа, снятого с креста. Этой стихирой в богослужение вносится новая тема — погребение Спасителя:
Тебе́ оде́ющагося све́том я́ко ри́зою снем Ио́сиф с Дре́ва с Никоди́мом, и ви́дев ме́ртва на́га непогребе́на, благосе́рдный пла́чь восприи́м, рыда́я глаго́лаше: увы́ мне́ Сладча́йший Иису́се, Его́же вма́ле со́лнце на Кресте́ ви́сима узре́вшее мра́ком облага́шеся, и земля́ стра́хом колеба́шеся, и раздира́шеся церко́вная заве́са: но се́ ны́не ви́жу Тя́, мене́ ра́ди во́лею подъе́мша сме́рть. Ка́ко погребу́ Тя Бо́же мой, или́ како́ю плащани́цею обвию́? Ко́има ли рука́ма прикосну́ся Нетле́нному Твоему́ те́лу? Или́ ки́я пе́сни воспою́ Твоему́ исхо́ду Ще́дре, велича́ю стра́сти Твоя́, песносло́влю и погребе́ние Твое́ со Воскре́снием, зовы́й: Го́споди сла́ва Тебе́.
Иосиф с Никодимом снял с древа Тебя, одевающегося светом, как ризою, и, видя Тебя, мёртвого, нагого и непогребенного, начал плакать и рыдать, говоря: увы мне, сладчайший Иисусе! Солнце, увидев Тебя, висящего на кресте, покрылось мраком; земля в страхе поколебалась; завеса во Храме разодралась. И вот, я ныне вижу Тебя, принявшего добровольную смерть за меня. Как погребу Тебя, Боже мой, или какой плащаницею обовью? Какими руками прикоснусь к Твоему нетленному Телу? Какой песнью воспою Твой исход, Щедрый? Величаю Твои страдания, воспеваю погребение Твоё и Воскресение, и зову: Господи, слава Тебе!
Далее, согласно Типикону, следует обычное последование Великой вечерни и отпуст. Тем не менее, уже с конца XVI века в вечерню включается, а с XVII века становится общепринятым чин изнесения (в просторечии выноса) плащаницы из алтаря на середину храма, где плащаница остаётся до пасхальной полунощницы. При пении тропаря Великой субботы «Благообразный Иосиф, с древа снем Пречистое Тело Твое, плащаницею чистою обвив, и вонями во гробе нове покрыв положи» открываются Царские врата, и священник, совершив три земных поклона, поднимает плащаницу с престола и через северные врата выносит её на середину храма и полагает на приготовленной «гробнице». Вынос совершается в предшествии свещеносцев и диакона со свечой и кадилом (при архиерейской службе первыми идёт иподиакон, несущий архиерейскую митру, далее — два иподиакона с дикирием и трикирием, далее — свещеносцы, с четырёх сторон от плащаницы при этом идут четверо иподиаконов, держащих над плащаницей рипиды). Процессия обходит престол с правой стороны и через Горнее место направляется к северной двери. При соборном служении настоятель идёт под плащаницей, неся Евангелие над главой или в руках. Если священник один, то Евангелие несёт в левой руке диакон, держа в правой кадило, а если нет диакона, то кто-либо из благочестивых прихожан несёт Евангелие, завёрнутое в ткань. Затем после троекратного каждения вокруг Плащаницы священнослужители совершают поклонение и целование плащаницы. Схожий чин существует и в греческих Церквах, только там плащаница выносится уже во время пения стихир на стиховне. Хотя чин изнесения плащаницы и отсутствует даже в современном Типиконе, это последование является сейчас общепринятым, и даже сама Великая вечерня в народной традиции называется «Выносом плащаницы».
После вечерни совершается малое повечерие, на котором поётся канон о распятии Господни и на плач Пресвятыя Богородицы — песнопения, составленные в X веке Симеоном Логофетом. Затем после отпуста к поклонению и целованию плащаницы подходят прихожане. Плащаница находится в центре храма три неполных дня, напоминая верующим трехдневное нахождение во гробе Иисуса Христа.

## Католицизм

### Римский обряд

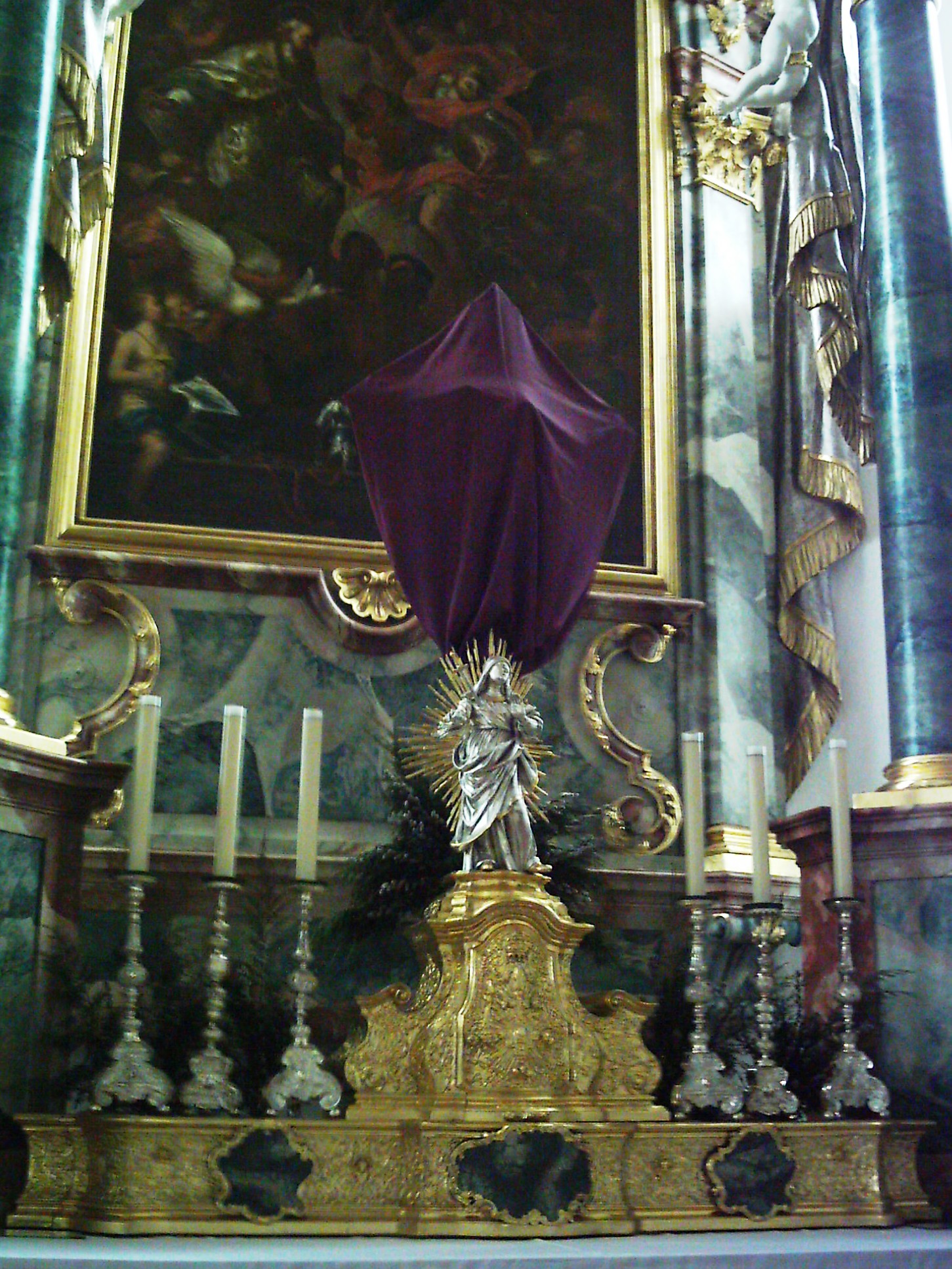
Распятие, закрытое покровом перед началом службы Поклонения Кресту

Великая пятница — единственный день в году, когда в Католической церкви не совершается Евхаристия. В этот день днём проходит богослужение Крестного пути, во время которого священник и прихожане обходят 14 «стояний», размещённых по периметру каждой католической церкви латинского обряда. Вечером проходит особое богослужение Страстей Господних, которое обязательно должно начинаться после трёх часов дня (время крестной смерти Спасителя). C алтаря бывают сняты все покровы, свечи и крест. Во время службы не употребляются музыкальные инструменты и звон колоколов в знак скорби по Спасителю, умершему на кресте.
Богослужение Страстей начинается с того, что священник и диакон в облачениях красного цвета подходят к алтарю и простираются перед ним ниц или становятся на колени. Всё собрание молится некоторое время в полной тишине. Затем священник, предстоятельствующий на богослужении, провозглашает молитву Страстной пятницы.
На Литургии Слова первым (ветхозаветным) чтением служит фрагмент из Книги Исаии (Ис. 52:13—15), вторым чтением (Апостол) — фрагмент из Послания к Евреям (Евр. 4:14—16, 5:7—9). Затем проходит чтение «Страстей Господних», евангельского фрагмента от прощальной беседы Христа с учениками после Тайной вечери до его погребения. Чтение могут совершать священник, диакон или чтецы. В последнем случае Страсти обычно читаются на несколько голосов, рекомендуется (хотя это и не является строго обязательным), чтобы слова Христа произносил священник. При словах, повествующих о смерти Христа, все прихожане становятся на колени. За Страстями обычно следует краткая проповедь священника.
Литургия Слова завершается Всеобщей молитвой, которая совершается следующим образом: диакон, стоя на амвоне, произносит предначинание, в котором высказывается молитвенное намерение. После этого некоторое время все молятся молча и преклоняют колени, затем священник с простёртыми руками произносит молитву. Всего во время Всеобщей молитвы провозглашаются десять молитвенных воззваний:
1. О Святой Церкви
2. О Папе
3. О всех чинах и ступенях верующих
4. О катехуменах
5. О единстве христиан
6. О иудеях
7. О тех, кто не верует в Христа
8. О тех, кто не верует в Бога
9. О правящих общественными делами
10. О бедствующих

Предначинание первого молитвенного воззвания:
Помолимся, возлюбленные братья и сёстры, о святой Церкви Божией, чтобы Господь и Бог наш соблаговолил умирить, соединить и сохранить её по всей земле, а мы жили спокойной и мирной жизнью, прославляя Бога, Отца Всемогущего
Первое молитвенное воззвание:
Всемогущий, вечный Боже, Ты явил всем народам славу Твою во Христе; храни дела милосердия Твоего, чтобы Церковь Твоя, распространённая по всей земле, сохраняла твёрдую веру в исповедании имени Твоего. Через Христа, Господа нашего, аминь.
Между Литургией Слова и Евхаристической Литургией проводится специальная служба, совершаемая только в этот день — Поклонение Кресту.
К алтарю выносят закрытый покровом крест, который постепенно открывается при троекратном возгласе священника: «Вот древо Креста, на котором был распят Спаситель мира», на что собрание отвечает: «Придите, поклонимся». После того, как Крест полностью открыт, священник в сопровождении двух служителей с зажжёнными свечами переносит Крест ко входу в пресвитерий.
Священник, духовенство и все верные по очереди подходят ко Кресту и целуют его, воздавая почтение главному орудию Страстей и спасения человечества. Во время Поклонения Кресту хор поёт антифон «Кресту Твоему…» и так называемые «укоры» (импроперии) — особые песнопения, содержание которых подчёркивает любовь Божию к людям и неблагодарность иудеев по отношению к Спасителю. По окончании поклонения священник произносит «Крестопоклонную проповедь».
Антифон поклонения Кресту:
Кресту Твоему поклоняемся, Владыка, и святое воскресение Твоё поём и славим: Ибо Крестом пришла радость всему миру 

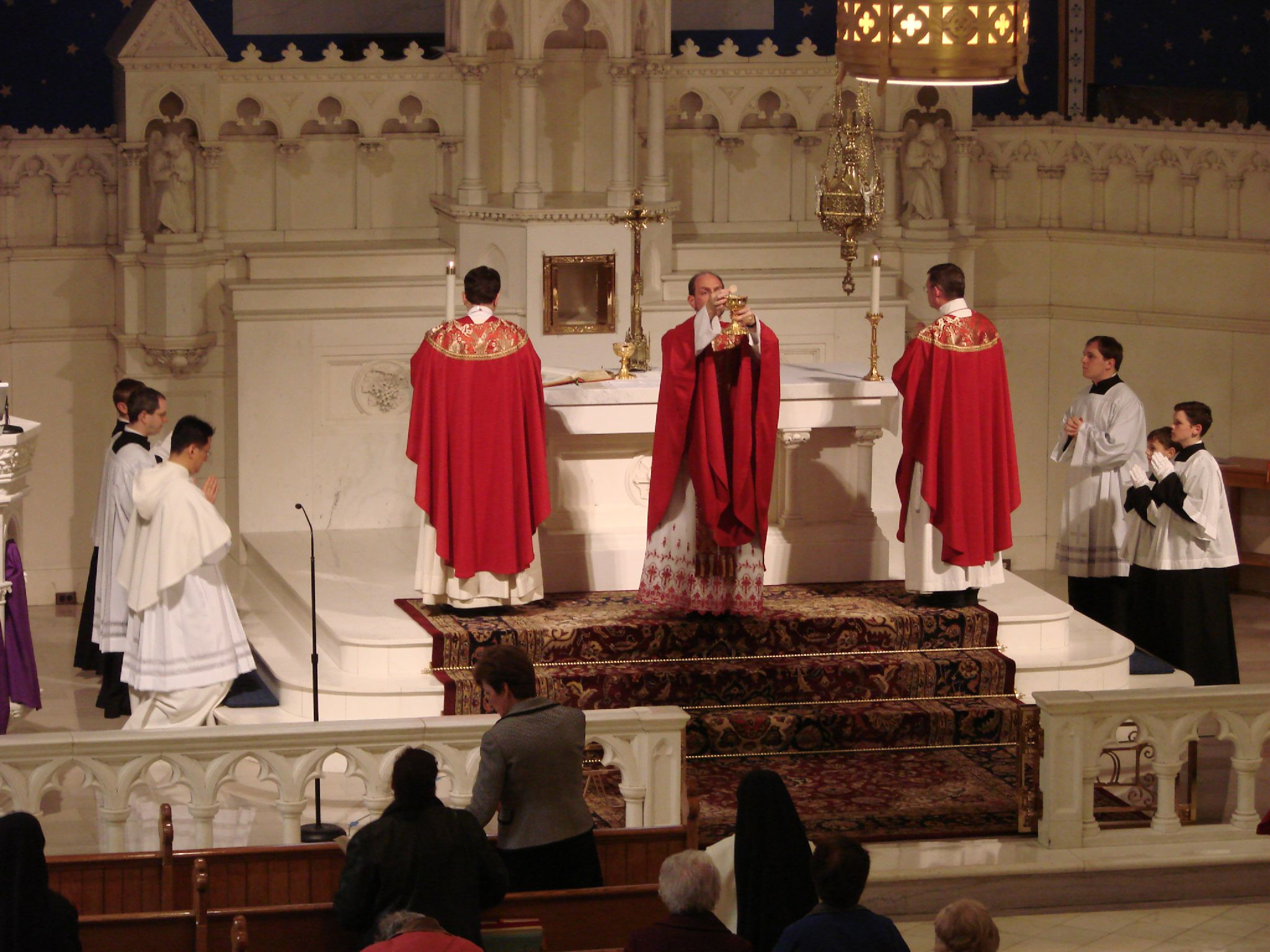
Подготовка к причащению преждеосвящёнными Дарами на богослужении Страстей Господних

По окончании поклонения Кресту на алтарь возлагается покров, корпорал и Миссал. Святые Дары, освящённые на службе Великого четверга из дарохранительницы в молчании переносятся на алтарь. Два министранта с зажжёнными свечами сопровождают Дары, а затем устанавливают свечи на алтарь. Затем проводится причащение.
После причащения проводится так называемая «процессия ко Гробу Господню», во время которой Святые Дары переносятся из главной дарохранительницы храма, которая остаётся пустой, в боковую часовню, символически представляющую Гроб Господень, где и остаются до торжественного пасхального богослужения. Процессия символизирует снятие с Креста Тела Спасителя и Его погребение. Дароносица в часовне Гроба Господня закрывается белой вуалью и устанавливается на алтаре часовни. После помещения дароносицы на алтарь священник становится на колени и в молчании совершает каждение.
По окончании богослужения священник и служители в молчании уходят в ризницу, алтарь вновь обнажается. Святые Дары остаются в боковой часовне до начала службы навечерия Пасхи вечером Великой субботы.
Богослужение Страстей Господних с ходом истории претерпело ряд существенных изменений. Так с XIII века до реформ Второго Ватиканского собора на этой службе не совершалось причащение мирян, а духовенство одевалось в облачения чёрного, а не красного цвета. Особое богослужение Страстной недели «Tenebrae» (Тёмная полунощница) ранее совершалось в Великую пятницу, в Новое время оно стало необязательным и время его совершения сместилось на Великую среду или Великий четверг.
Великая пятница — день строгого поста.

### Амвросианский обряд
До реформ Павла VI богослужение в Милане имело ряд специфических черт, роднивших его с византийским обрядом. На утрене архиепископ читал страстные Евангелия от Луки, Марка и Иоанна. На третьем часе совершалось «первое оглашение» с чтением из Исайи Ис. 49:-24-50:11 и Ис. 53:1-12, а затем диакон читал страстное Евангелие от Матфея, после чего в храме вплоть до Пасхи гасились светильники, а также разоблачался престол. Изнесение Креста для поклонения верующим совершалось с пением «Непорочных» (Псалом 118), как в византийском обряде, а сам чин поклонения был заимствован из римского обряда. Месса в Великую пятницу, по византийскому обычаю, не совершалась. Вечером происходило «второе оглашение» с паремией Дан. 9:1-24, 91-100 и завершением страстного Евангелия от Матфея Мф. 27:57-66, а затем на вечерне читались «торжественные молитвы» из Сакраментария Адриана.
После реформ Павла VI утреня была заменена «часом чтений» (с сохранением библейского материала), вечерня сокращена, но в неё были включены чтения обоих «оглашений» (кроме Даниила). В отличие от римского обряда, литургия преждеосвященных даров в Великую пятницу в Милане не совершается.

## Древневосточные церкви

### Армянский обряд
В Великую пятницу совершаются три богослужения, прямо восходящие к древней иерусалимской традиции. «Ночная служба» состоит из шести схожих частей, в каждой из которых читаются 3 псалма с антифонами, гимн католикоса Нерсеса IV Шнорали, Евангелие и коленопреклоненная молитва. В середине дня совершается «Служба Распятия», состоящая из восьми похожих частей, в каждой из которых есть паремия, апостольское и евангельское чтения, гимн Нерсеса IV. Совершающийся вечером чин «Погребения Христа» также сохранил древние чтения Иерусалимской церкви.

### Западно-сирийский обряд
К обычным богослужениям добавляется особый чин Поклонения Кресту, включающий в себя ряд паремий, апостольских и евангельских чтений. После чтений совершается поклонение и целование Креста, шествие с Крестом по храму, чин его воздвижения (аналогичный православному чину на Воздвижение Креста Господня), окропление Креста горькой смесью (горькие травы и уксус), погребение Креста под престолом; затем молящиеся вкушают горькую смесь — в память о жёлчи, которую Христос вкусил перед смертью.

### Восточно-сирийский обряд
В ночь на Великую пятницу совершается всенощное бдение — одно из немногих, принятых в Ассирийской церкви Востока. Бдение состоит из трёх псалмических блоков, 19-го раздела Псалтири (псалмы 131—140), ночной службы, утрени и крещального чина. Крещение оглашенных совершается в восточно-сирийском обряде именно в ночь на Великую пятницу. Литургия в этот день не служится, её заменяет (как и в византийском обряде) великая вечерня. На вечерне читаются:
- паремии Ис. 52:13-53:12 (пророчество о страстях Христовых, см. Царские часы) и Дан. 9:20-27 (семьдесят седьмин пророка Даниила),
- Апостол (Гал. 2:17-3:14 — Апостол Павел говорит об оправдании не делами закона, но верою в распятого и воскресшего Христа)),
- составное Евангелие (Лк. 22:63--23:12, Мф. 27:19, Лк. 23:13-23, Мф. 27:24-25, Лк. 23:24-25, Мф. 27:51-54, Ин. 19:23-42).

После чтений совершается процессия из вимы в алтарь, символизирующая смерть и погребение Христа, за которой следует чин погребения Спасителя.

## Протестантизм

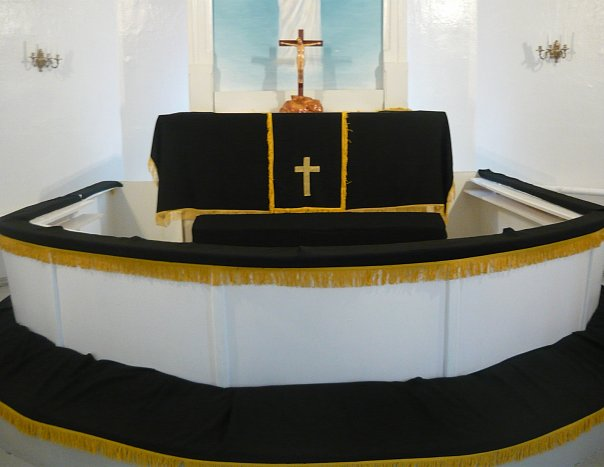
Чёрный алтарь на Страстную пятницу в Пушкинской кирхе

В лютеранстве в Страстную пятницу пастор облачается в чёрную мантию. В этот день не совершается евхаристия, молчит орган, не произносятся проповеди, не совершается таинство исповеди. На алтаре не возжигаются свечи. Литургический цвет (цвет покрывал кафедры, алтаря и алтарной ограды) — чёрный. Богослужение состоит из пения духовных песен, чередующихся с чтением евангельских фрагментов (до 8), посвящённых казни Иисуса Христа. Произносится коллекта, поётся Отче наш. Богослужение, как и всегда, заканчивается аароновым благословением.

## Отношение к евреям
В богослужении Страстной пятницы Православной церкви и католических церквей византийского обряда в отношении евреев используется выражение «нечестивый и беззаконный народ».
В рамках римского обряда Католической церкви в Импроперии, разделе мессы на Страстную пятницу, имеется схожая с восточнохристианской литургия, но без конкретного упоминания евреев. Молитва Страстной пятницы для евреев традиционно призывала к обращению «неверных» и «слепых» евреев, но эта формулировка была исключена после Второго Ватиканского собора.
В Англиканской церкви Книга общих молитв 1662 года содержит аналогичную католической молитву для «евреев, турок, неверных и еретиков», используемую в Страстную пятницу, хотя в ней не упоминается какая-либо ответственность за смерть Иисуса. Версии Импроперия также появляются в более поздних текстах, таких как англиканский молитвенник 1989 года Англиканской церкви Южной Африки, обычно называемый «Торжественное поклонение Христу распятому» или «Упрёки».

## Славянские традиции
Значительная часть обрядов, запретов и верований, относящихся к этому дню, навеяна событиями христианской истории, связанными с бичеванием, распятием и смертью Христа. Эти события нашли отражение прежде всего в строгом пощении (вплоть до полного «неядения» и даже «непития»), продиктованном церковными уставами. Поляки верили, что строго постившийся со Страстного четверга по субботу в течение трёх лет, будет знать о своей смерти за три дня. По вологодским поверьям, если человек не будет ничего есть в Страстную пятницу, то Бог простит ему все грехи, совершённые им со времени последней исповеди. На Харьковщине считалось, что тех, кто воздерживается от пищи в пятницу и субботу на Страстной неделе, «Господь от пекущаго вогня беде заступать».
Скорбный характер пятницы и великопостные ограничения стали причиной многочисленных запретов, накладываемых на бытовое поведение и хозяйственную деятельность.
В апокрифическом произведении Дидахе указывается двудневный пост (пятница-суббота накануне Пасхи) крещаемого и всей общины, крестящей его: «А перед крещением пусть постятся крещающий и крещаемый и, если могут, некоторые другие, крещаемому же повели поститься наперёд один или два дня» (Дидахе 7). В ранней Церкви приблизительно в течение года происходило оглашение, перед Пасхой же происходило массовое крещение так, чтобы крещённый мог отметить Пасху как полноправный член Церкви Христовой.